# Pavage du Caire
Pour les articles homonymes, voir Pavage (homonymie).
En géométrie, le pavage du Caire est un pavage du plan euclidien constitué de pentagones irréguliers. C'est l'un des quinze pavages pentagonaux isoédriques connus. Le pavage porte ce nom car il apparait dans les rues du Caire, en Égypte, ainsi que dans l'art musulman.
Le pavage du Caire est le dual d'un pavage semi-régulier : le pavage carré adouci.

## Géométrie
Les pentagones du pavage du Caire sont des figures symétriques avec un côté plus court que les autres (sqrt(3)-1) ; deux des angles sont droits et les trois autres obtus (120°).

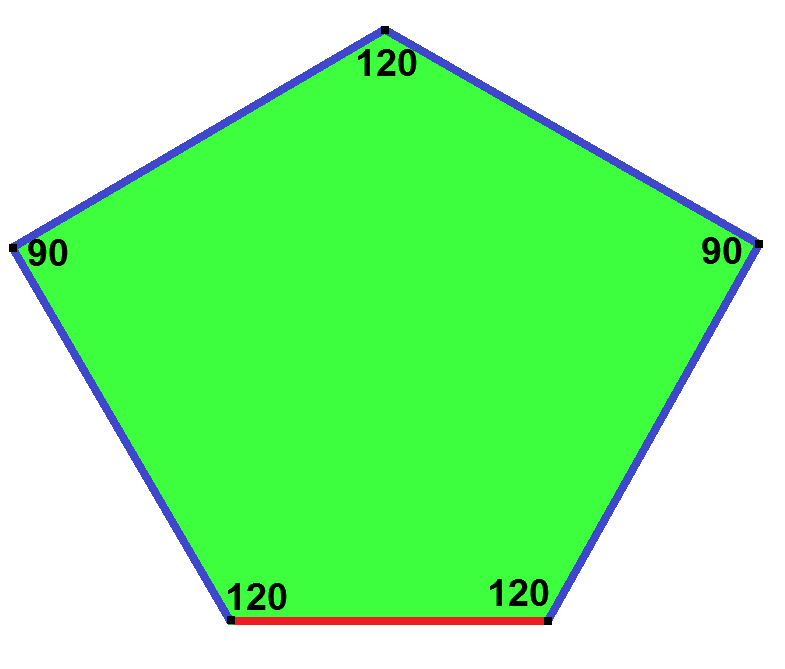
Géométrie du pentagone élémentaire.